# Ischnotoma (Ischnotoma) vittigera
Ischnotoma (Ischnotoma) vittigera is een tweevleugelige uit de familie langpootmuggen (Tipulidae). De soort komt voor in het Neotropisch gebied.